# Rapture of the Deep
Rapture of the Deep je osmnácté studiové album britské hard rockové skupiny Deep Purple. Album vyšlo v listopadu 2005 a jeho producentem byl Michael Bradford.

## Seznam skladeb
Autory všech skladeb jsou Ian Gillan, Steve Morse, Roger Glover, Don Airey a Ian Paice.
| Pořadí         | Název                 | Délka |
| -------------- | --------------------- | ----- |
| 1.             | Money Talks           | 5:32  |
| 2.             | Girls Like That       | 4:02  |
| 3.             | Wrong Man             | 4:53  |
| 4.             | Rapture of the Deep   | 5:55  |
| 5.             | Clearly Quite Absurd  | 5:25  |
| 6.             | Don't Let Go          | 4:33  |
| 7.             | Back to Back          | 4:04  |
| 8.             | Kiss Tomorrow Goodbye | 4:19  |
| 9.             | Junkyard Blues        | 5:33  |
| 10.            | Before Time Began     | 6:30  |
| Celková délka: | Celková délka:        | 55:48 |

## Sestava
- Ian Gillan – zpěv
- Steve Morse – kytara
- Roger Glover – baskytara
- Ian Paice – bicí
- Don Airey – klávesy